# The Lost Empire
The Lost Empire (i Europa The Monkey King) kendt som er en amerikansk tv miniserie fra 2001, produceret af NBC og vist på bl.a. Hallmark Channel og Sci Fi Channel. Serien er baseret på bogen, Rejsen mod Vest, der blev skrevet af Wu Cheng'en i 1500-tallet.

## Rolleliste
- Thomas Gibson som Nicholas Orton
- Ling Bai som Kwan Ying
- Russel Wong som The Monkey King
- Ric Young som Confuscius
- Kabir Bedi som Sandy
- Eddie Marsan som Pigsy